# Genieästhetik
Der literaturwissenschaftliche Begriff Genieästhetik beschreibt eine bestimmte, kulturhistorisch verortbare Haltung zum literarischen und künstlerischen Diskurs rund um die Begriffe Autorschaft bzw. Künstlertum. Genieästhetische Beschreibungen betrachten den schaffenden Autor oder Künstler als selbständiges, über sein Werk herrschendes Subjekt. Sie waren besonders in der literarischen Epoche des Sturm und Drang (auch Geniezeit oder Genieperiode, ca. 1767–1785) populär, in der der Begriff des Originalgenies als Paradigma des urtümlich und unabhängig schöpferischen Menschen aufkam. Als Originalgenie galt ein Schriftsteller oder Künstler, der sich unabhängig von kulturellen Traditionen in direkter und subjektiver Weise auf die Natur bezog und diese nachformte (als Prototyp dieses Modells von Künstlerschaft galt der damals wiederentdeckte William Shakespeare, obwohl dieser seine Stoffe vornehmlich aus der Historie bezog).
Die Genieästhetik ist als Gegenbewegung zur barocken und klassizistischen Regelpoetik zu denken, die Regeln und praktische Hinweisen zur Verfertigung von Kunst sowie feste, überzeitliche Maßstäbe zur Beurteilung künstlerischer Werke lieferte: In den 1770er Jahren war die Regelpoetik etwa in Gestalt von Johann Christoph Gottscheds Versuch einer critischen Dichtkunst vor die Deutschen (1730) einflussreich. Der genieästhetische Diskurs des Sturm und Drangs wirkte sich besonders auf die literarische Romantik und Moderne aus; genieästhetische Vorstellungen sind aber auch noch in der heutigen Zeit zu finden, obwohl der heute gebräuchliche Ausdruck Genie mit der Genieästhetik zwar verwandt, aber nicht synonym zu verwenden ist.
Als Gegenbewegung zum Barock steht die Genieästhetik in gesamtkulturellem Zusammenhang zur Vorklassik, die sich in der Musik ab etwa 1780 zur Wiener Klassik und in der Literatur um 1800 zur Weimarer Klassik weiterentwickelte.